# Ursacio de Singidunum
Ursacio de Singidunum (fallecido alrededor del 370) fue una figura influyente en el cristianismo de la Antigüedad tardía. Obispo de Singidunum en Mesia, consejero cercano del emperador Constancio II, representa, con los obispos ilirios de Panonia Photinus de Sirmium y Valente de Mursa, una corriente del arrianismo que se opuso durante el siglo IV d. C. a la ortodoxia nicea representada por Atanasio de Alejandría.

## Biografía
En 335, Ursacio, entonces un joven obispo, participó con Valente en la investigación decidida en el concilio de Tiro contra el niceno Atanasio de Alejandría. También formará parte de la delegación antinicena que después se dirige a Constantino I y obtiene de él el exilio de Atanasio a Tréveris en 337.
Participó en el concilio de Sárdica en 344 donde los obispos orientales favorables al arrianismo excomulgaron a Osio de Córdoba y al obispo de Roma Julio, y establecieron un nuevo símbolo de su fe, el cuarto de Antioquía, escrito dos años antes.
Hacia 347, bajo la presión del coemperador Constante, Ursacio, todavía en compañía de Valente de Mursa, se alineó con las posiciones consubstancialistas del símbolo niceno defendidas por Julio de Roma antes de retractarse y obtener una nueva profesión de fe semiarriana acordada en el Concilio de Arlés en 353 y en el que Atanasio fue condenado una vez más gracias a Constancio II. A partir de 355, Valente y Ursacio todavía obtuvieron del emperador el exilio de varios líderes cristianos nicenos occidentales, entre ellos Hilario de Poitiers y obispo de Roma Liberio.
En 357, tras un concilio convocado por Constancio II en Sirmium bajo el liderazgo de Ursacio y Valente, se mantuvo la fórmula de los obispos arrianos. Esta fórmula, llamada segundo símbolo de Sirmium, excluyendo cualquier especulación sobre el modo de generación del Hijo, se limita a afirmar la subordinación de éste al Padre cuya «unicidad», por tanto su soledad en la divinidad, es así afirmada.
Sus detractores hablan de la blasfemia de Sirmium. Una parte del episcopado arriano oriental de tendencia homoousiana, reunido en torno a Basilio de Ancira, se opuso entonces a Ursacio y a Valente y, en el sínodo de Ancyra del 358, hizo aprobar una carta dogmática denunciando el carácter herético de esta profesión de fe de los dos obispos de Iliria.
Durante el verano de 358, Constancio II convocó un nuevo concilio general en Sirmio que reunió a las diferentes corrientes y al que asistió personalmente. Ursacio y Valente representaron a los arrianos anomeos; Basilio de Ancira y Acacio de Cesarea, los arrianos homeanos; e Hilario de Poitiers, así como Atanasio de Alejandría, los trinitarios de Nicea. Los debates duraron meses y el emperador finalmente se decidió a favor del movimiento homeo, viéndolo como un compromiso entre los nicenos y los anomeos arrianos, y al año siguiente promulgó un nuevo símbolo de fe conocido como el cuarto símbolo de Sirmio.
En 359, el partido de Ursacio aprovechó una ausencia del obispo de Ancira para intentar una vez más hacer que el emperador aceptara sus opiniones, quien promulgó un cuarto símbolo de Sirmium en 359, una fórmula expurgada de toda alusión a la «sustancia» o «esencia» de Dios, diciendo simplemente que el Hijo es «como el Padre», sin mayor aclaración. Esta fórmula, demasiado imprecisa y que Atanasio llama burlonamente el credo anticuado, no satisfizo a nadie. El partido arriano perderá entonces terreno en beneficio de la ortodoxia nicena a partir del reinado de Juliano el Apóstata, que accede solo al trono en el año 361, tras la muerte de Constancio.
Atanasio de Alejandría informa que Ursacio fue condenado durante un sínodo organizado en Roma por Dámaso I en 369. Murió alrededor de 370 y su sucesor, casi con certeza, fue Secundianus, quien a su vez fue condenado por arrianismo, aunque la ciudad Sigidunum parece haber seguido siendo favorable al arrianismo antiniceno.